# Juba Airport
Juba Airport är en flygplats i Sydsudan.   Den ligger i delstaten Central Equatoria, i den sydöstra delen av landet, i huvudstaden Juba. Juba Airport ligger 461 meter över havet.
Terrängen runt Juba Airport är platt. Runt Juba Airport är det mycket glesbefolkat, med 6 invånare per kvadratkilometer.. Närmaste större samhälle är Juba, 3,1 kilometer sydväst om Juba Airport.
Omgivningarna runt Juba Airport är huvudsakligen savann.